# Kombinat Koksochemiczny Zabrze
Kombinat Koksochemiczny „Zabrze” Spółka Akcyjna – były jeden z największych producentów koksu w Polsce z siedzibą w Zabrzu. W skład Kombinatu wchodziły trzy koksownie: Koksownia Jadwiga, Koksownia Radlin oraz Koksownia Dębieńsko. W lipcu 2011 spółka weszła w skład Grupy Kapitałowej JSW, która posiada 85% udziałów w kapitale zakładowym spółki. Na czele przedsiębiorstwa, podobnie jak Koksowni Przyjaźń Sp. z o.o., stoi Edward Szlęk. Stan zatrudnienia na koniec 2011 roku wyniósł ok. 1000 osób. Zakład został zlikwidowany, a w jego miejsce utworzono oddział JSW w Radlinie, w skład którego weszły wszystkie trzy koksownie.

## Historia
Kombinat Koksochemiczny „Zabrze’ SA został utworzony w 1980 roku zarządzeniem Ministra Hutnictwa z dnia 4 lipca 1979 roku.
W skład Kombinatu weszły wtedy:
- Zakłady Koksownicze „Zabrze” obejmujące:
  - Koksownię „Jadwiga” w Zabrzu – Biskupicach
  - Koksownię „Zaborze” w Zabrzu
  - Koksownię” Makoszowy” w Zabrzu Makoszowach
  - Koksownię „Walenty” w Rudzie Śląskiej
  - Koksownię „Concordia” w Zabrzu
  - Zakłady Koksownicze „Gliwice” skupiające:
  - Koksownię „Gliwice” w Gliwicach
  - Koksownię „Dębieńsko” w Czerwionce-Leszczynach
  - Koksownię „Knurów” w Knurowie
  - Zakłady Koksochemiczne „Radlin” w Wodzisławiu Śląskim.

## Struktura
W skład Kombinatu Koksochemicznego „Zabrze” wchodziły trzy zakłady przeniesione do JSW oddziału w Radlinie:
- Koksownia Dębieńsko
- Koksownia Jadwiga
- Koksownia Radlin.

## Produkcja
KK „Zabrze” posiada 12% udziału w produkcji koksu w Polsce. Rocznie wytwarza ponad milion ton najwyższej jakości koksu w trzech centrach produkcyjnych. W Koksowni Jadwiga produkowany jest koks niskofosforowy i łamany, których tradycyjnymi rynkami zbytu są: Słowacja, Czechy, Austria i Niemcy. W Koksowni Radlin produkowany jest koks wielkopiecowy i przemysłowo-opałowy. Odbiorcą tego koksu jest hutnictwo żelaza i stali w Europie Zachodniej i Środkowej. Z kolei Koksownia Dębieńsko produkuje wysokiej jakości koks opałowy z przeznaczeniem na rynek krajowy. Ponad połowa rocznej produkcji koksu jest umieszczana na rynkach zewnętrznych, takich jak: Austria, Niemcy, Czechy, Słowacja, Węgry, Francja i Holandia.

## Likwidacja
Z dniem 2 stycznia 2014 roku połączono Kombinat Koksochemiczny „Zabrze” S.A. i Koksownie Przyjaźń S.A., poprzez przejęcie przez Koksownię Przyjaźń Kombinatu. Kombinat Koksochemiczny „Zabrze” S.A., jako spółka przejmowana, został rozwiązany bez przeprowadzania postępowania likwidacyjnego i wykreślony z Krajowego Rejestru Sądowego. Równocześnie nastąpiła zmiana firmy spółki z Koksownia Przyjaźń Spółka Akcyjna na JSW KOKS S.A. Na bazie spółki utworzono oddział JSW KOKS S.A w Radlinie.